# Arthur Blythe

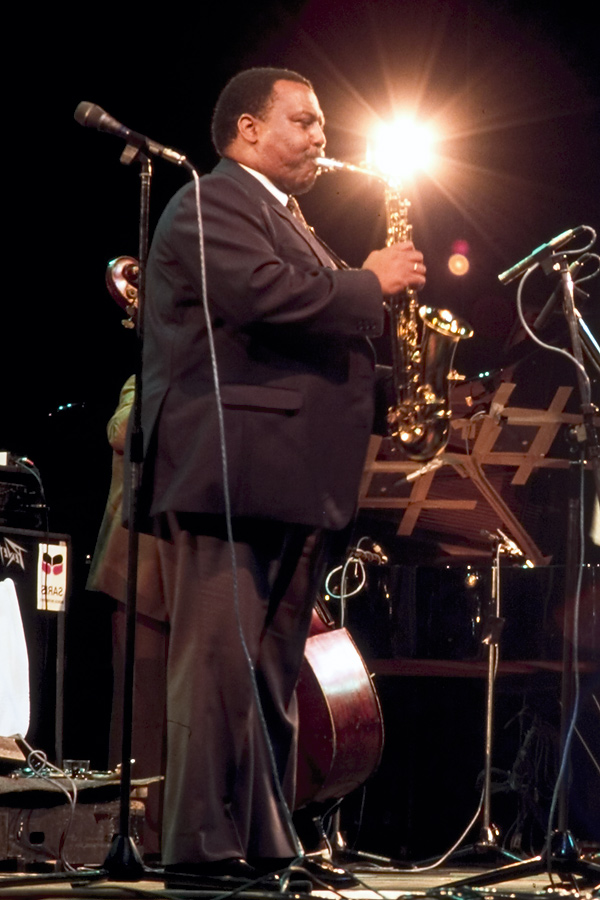
Arthur Blythe, 1989.

Arthur Blythe, född 5 juli 1940 i Los Angeles, Kalifornien, död 27 mars 2017 i Lancaster, Kalifornien, var en amerikansk jazzsaxofonist och kompositör. Blythe började spela saxofon som nioåring. Han har spelat med musiker som Chico Hamilton, Gil Evans, Jack DeJohnette och McCoy Tyner. Blythe rörde sig ledigt mellan aggressiv frijazz och mer traditionell jazz. Blythe avled till följd av parkinsons sjukdom.

## Diskografi, urval
- 1977 - The Grip, live
- 1977 - Bush Baby
- 1977 - In the Tradition
- 1978 - Lenox Avenue Breakdown
- 1980 - Illusions
- 1981 - Blythe Spirit
- 2001 - Blythe Byte